# Bibliografia

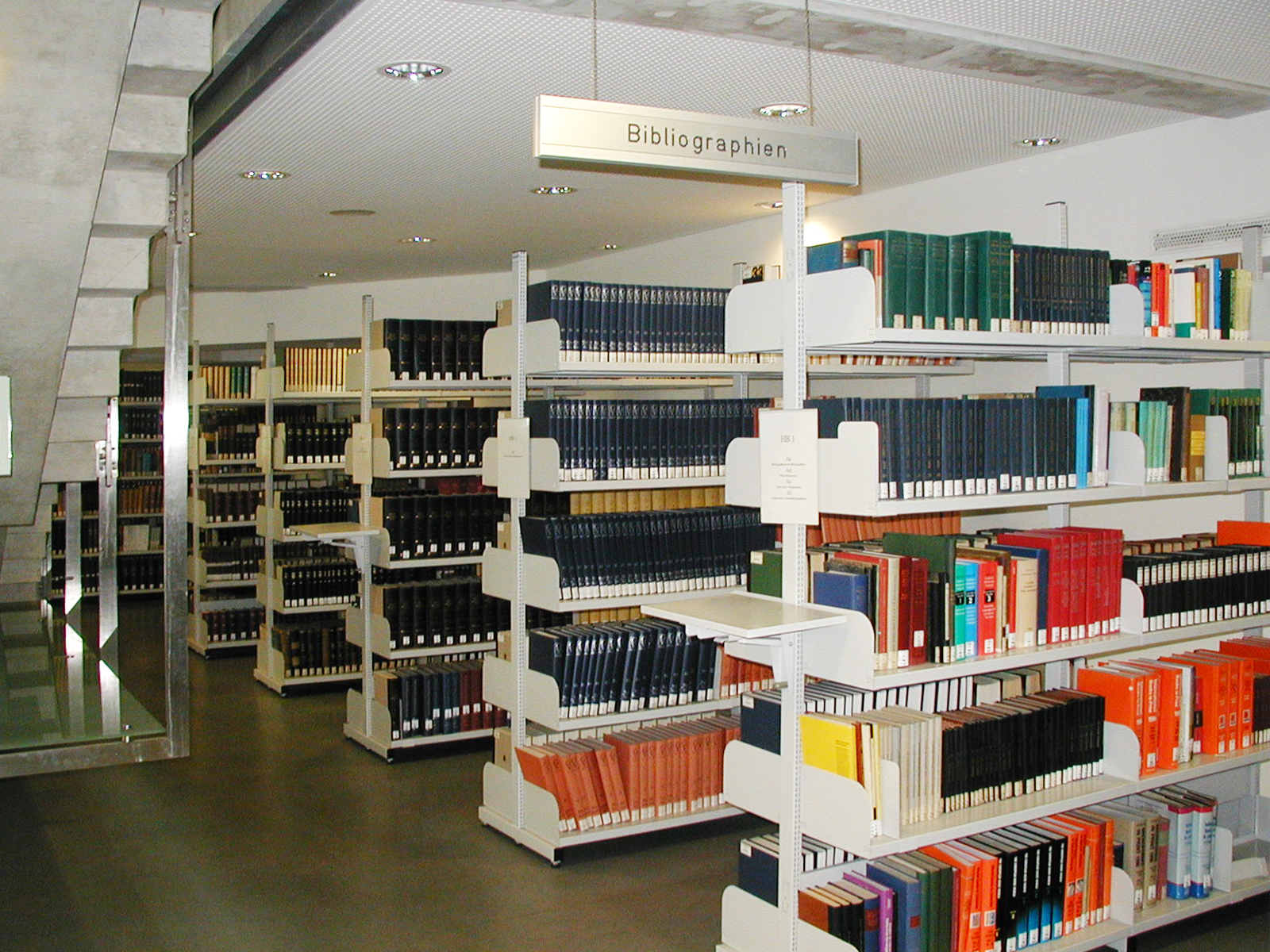
Bibliografies a la Biblioteca Universitària de Graz

La bibliografia (del grec βιβλιογραφία bibliographia, literalment "escriptura de llibres") es pot referir a una disciplina o una llista ordenada de manera alfabètica o lògica dels llibres o altres documents sobre una matèria, d'un autor, d'una població o territori, o per altres criteris; o, fins i tot, a la tècnica de redacció dels repertoris bibliogràfics.
La disciplina es basa en l'estudi acadèmic de llibres en tant que objectes físics, culturals; en aquest sentit, és també conegut com a bibliologia (del grec -λογία, -logia) o com a bibliografia material. Carter i Barker (2010) descriuen la bibliografia com una disciplina erudita doble: el repertori organitzat de documents (bibliografia enumerativa) o la seva descripció sistemàtica com a objectes físics (bibliografia descriptiva).
La concepció més antiga de bibliografia s'associava a la idea de realitzar repertoris sobre llibres. L'aparició d'altres suports documentals ha fet ampliar el seu concepte, i ha provocat l'aparició d'altres termes anàlegs com ara: filmografia, discografia, hemerografia i webgrafia (o bibliografia web, tal com prefereix el TERMCAT).
Cadascuna de les entrades o citacions d'una bibliografia solen contenir les dades bàsiques per a la identificació d'un document o d'una part d'un document. Aquestes dades solen aportar el nom de l'autor o autors, el títol, l'edició, el lloc d'edició, l'editorial, la data de publicació, la col·lecció i el seu número, els codis de normalització internacional (ISBN, ISSN, DOI) i, en els documents accessibles en línia, l'URL.

## Normes de presentacions de bibliografies
Existeix un gran nombre de normes i recomanacions a l'hora de presentar les bibliografies en els treballs acadèmics. A escala internacional, l'ISO (International Organization for Standardization) ha publicat la norma ISO 690 (que ha arribat a la tercera edició el 2010), que en la seva traducció a l'espanyol feta per l'AENOR, pren el títol d'UNE-ISO 690.
En àrees científiques, algunes institucions i revistes especialitzades de prestigi han acabat per consensuar una sèrie de normes de citació que es publiquen i es mantenen actualitzades.
Aquestes normes determinen tant l'aparició d'una referència bibliogràfica en el cos de l'obra (com a citació en context), com per a l'organització de les referències al final de l'obra.
Alguns dels estils més usats i adaptats per editorials de revistes científiques arreu del món són:
- Estil APA (American Psychological Association) edita el Publication Manual of the American Psychological Association, per a la bibliografia d'obres en els àmbits de la psicologia, les ciències del comportament.[5] Existeix una traducció mexicana en castellà de l'obra.[6]
- Estil Chicago. La University of Chicago Press publica The Chicago manual of style, de caràcter més generalista.[7]
- Estil Harvard. També anomenat autor-data, es refereix a la generalització de l'ús d'una citació bibliogràfica abreujada en l'interior del text a partir únicament del nom o noms dels autors més la data de publicació, per exemple (Torres; 1996). Aquest sistema seria en lloc de la citació clàssica al peu de pàgina. Aquest ús s'està adpatant en diversos estils, com ara el de Chicago,
- Estil MLA (Modern Language Association) publica The MLA style manual and guide to scholarly publishing, usat en els àmbits de les llengües, les literatures i les humanitats.[8]
- Estil Turabian. Del nom de l'autora, Kate L. Turabian, i editat per la University of Chicago Press, l'esti de citació de Turabian és molt similar al de Chicago, l'estil de Turabian és especialment recomanat per a treballs acadèmics com ara les tesis mentre que l'estil de citació Chicago seria més generalista.[9]
- Estil Vancouver. Anomenat estil Vancouver, pel Grup Vancouver, actualment International Committee of Medical Journal Editors (ICMJE), manté les Recommendations for the Conduct, Reporting, Editing, and Publication of Scholarly Work in Medical Journals, usades especialment en l'àmbit de les ciències biomèdiques.[10]

## Composició

### Font
És el lloc d'on es treu la informació, anomenat «document font» i dins d'aquest s'estableixen jeràrquicament les parts d'on s'agafen les dades. La més important de les fonts d'informació internes d'un document és la pàgina titular o portada, que és una pàgina interior senar on figura l'autor, el títol de l'obra i el subtítol, a més de, normalment, el peu d'editorial (que consta de la localitat i el nom de l'editor), acompanyar, a vegades, del número d'edició i la data d'aquesta. No s'ha de confondre la portada amb l'enquadernació, que sol no tenir subtítol i acostuma a incorporar il·lustracions relacionades amb el tema de l'obra. Entre la coberta i la portada, és típic que es posi una portadella, on només consta el títol del llibre sense subtítol i sense menció de l'autor de l'obra. En cas que el còdex tingui portadella, és en aquesta primera pàgina que es troba impresa. Quan el document no té portada, la informació s'obtindrà d'altres parts del llibre o document per l'ordre jeràrquic que s'indicarà en la llista numerada que s'inclou a continuació: Les parts de les quals s'obté la informació del document font segons la seva importància són les següents:

#### Portada o pàgina titular
També denominada «portada interior» o «pàgina del títol». Es troba entre les fulles interiors i és la pàgina senar (normalment la segona pàgina impresa, a vegades la primera) que constitueix la font interna prioritària per obtenir la informació bibliogràfica del document. Algunes publicacions periòdiques no diàries no tenen portada, i en aquests casos la coberta o la tapa és la que es converteix en la font prioritària de les dades.

#### Contraportada
En ordre d'importància amb relació a l'obtenció de dades bibliogràfiques sobre el document, es considera al mateix nivell jeràrquic que la pàgina titular o portada. Es troba, en general, enfront d'aquesta i té les dades del nom de la sèrie a la qual pertany la monografia.

#### Pàgina de drets
També anomenada «de crèdits». Es localitza en el revers de la portada, a més de proporcionar altres dades editorials, com l'ISBN, informació legal (drets d'autor, de l'edició, dipòsit legal —abreviat com a DL—) i informació addicional sobre el número d'edició i de l'any de la primera publicació, de l'obra original i el traductor (si es tracta d'una traducció), de l'autor literari o revisor o del peu d'impremta, entre d'altres.

#### Portadella
Ve després de la portada, només conté el títol principal (on no consta l'autor) i quan existeix, és la primera pàgina escrita d'un còdex imprès.

#### Colofó
Es tracta d'unes línies situades generalment en la pàgina senar que segueix a l'última pàgina impresa d'una publicació. Conté el peu d'impremta amb el nom de l'impressor, la localitat i la data de l'edició, amb el dia i la festivitat en què es va acabar la impressió (s'hi poden afegir més dades i comentaris). A vegades hi figura el peu editorial (localitat i editor), en comptes del peu d'impremta.

#### Coberta o tapa
En publicacions seriades que no tenen portada substitueix la portada en la jerarquia de les fonts d'informació internes. En molts dels còdexs o monografies s'acostuma a incorporar una il·lustració que es relaciona amb el tema del llibre, així com dissenys gràfics que fan bonica la tapa.

#### Solapa
Es tracta d'unes prolongacions de les cobertes plegades a l'interior, que a vegades contenen dades. En la solapa anterior s'acostuma a incorporar un resum del contingut de l'obra i una síntesi biogràfica de l'autor; en la posterior, si no és la continuació de la informació que habitualment s'ofereix en la solapa anterior (a vegades es reparteix la informació sobre l'obra i sobre l'autor), sol incorporar-se una llista d'altres llibres de la mateixa col·lecció a la qual pertany l'obra. Si cal oferir dades sobre els drets d'autor del disseny o il·lustració de la coberta anterior, és probable que figurin en aquesta solapa posterior.

#### Llom
Cobreix els plecs cosits o encolats d'un còdex i normalment hi apareix el nom de l'autor, el títol de l'obra sense subtítol, el número de tom (en cas que en tingui més d'un), el número de la sèrie de la col·lecció o publicació periòdica, el logotip de l'editor i del nom comercial.

#### Sobrecoberta
Denominada també «camisa». Es tracta d'una funda de paper resistent, plastificat o cartolina col·locada entre les cobertes d'un llibre a manera de protecció, però sense estar-hi adherida, especialment en llibres amb cobertes de tela o pasta i que reprodueixen el contingut de les cobertes de l'edició corresponent en rústica de la mateixa obra. A vegades també s'hi poden trobar comentaris sobre l'obra apareguts en diaris o revistes o fets per autors coneguts.